# Walter Kasper

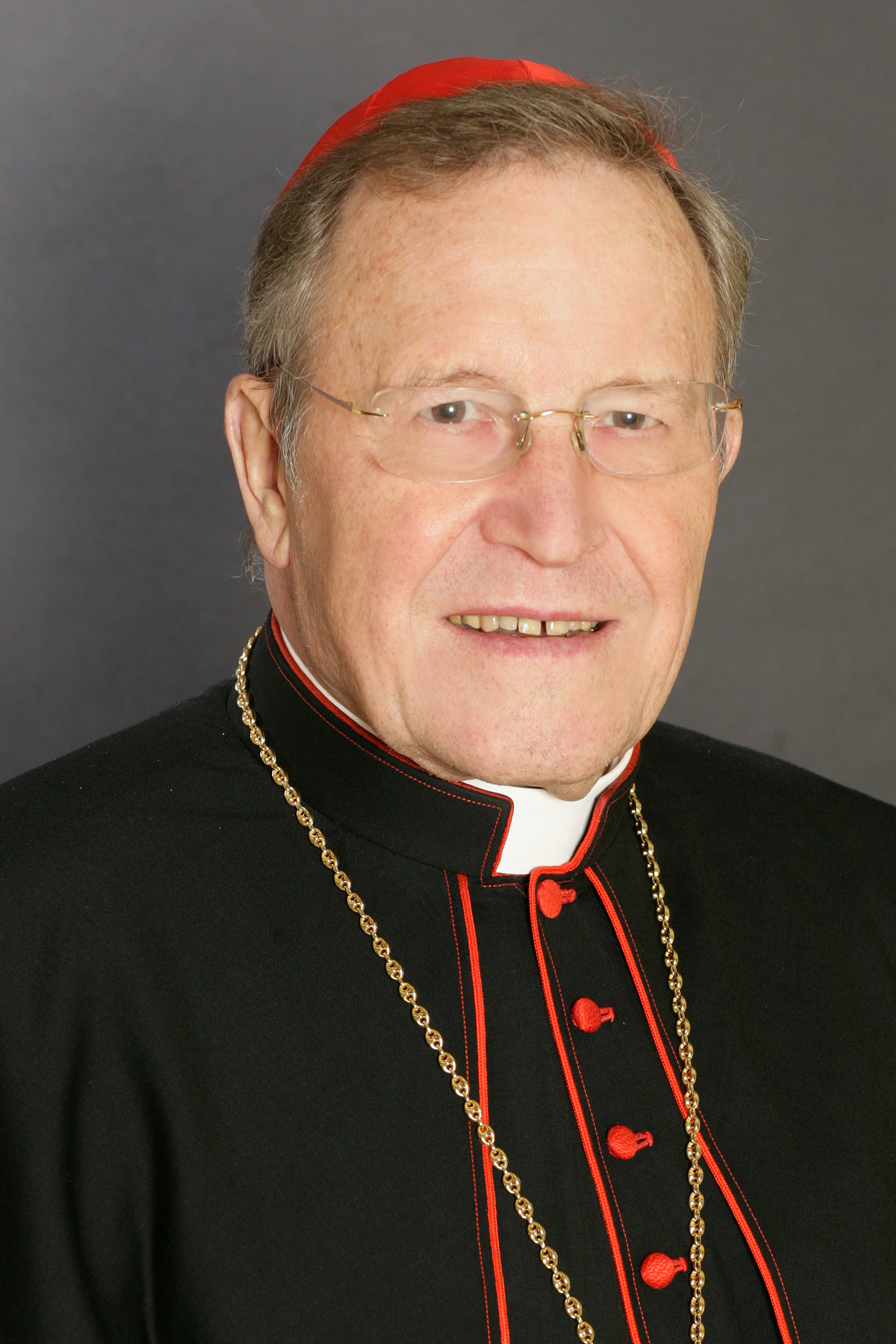
Walter Kasper (2007)

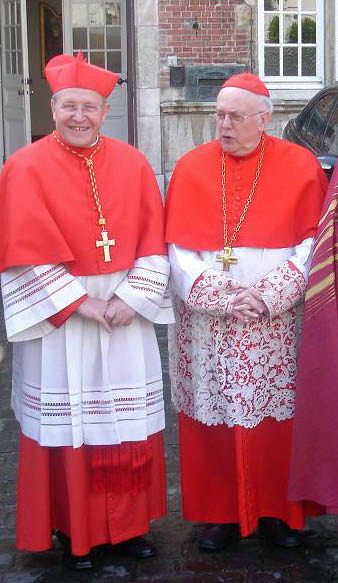
Walter Kardinal Kasper (links) und Godfried Kardinal Danneels (2008)

Walter Kardinal Kasper (* 5. März 1933 in Heidenheim an der Brenz) ist ein deutscher römisch-katholischer Geistlicher und Theologe. Er ist emeritierter Kurienkardinal und ehemaliger Präsident des Päpstlichen Rates zur Förderung der Einheit der Christen. Zuvor war er von 1989 bis 1999 Bischof von Rottenburg-Stuttgart.

## Leben
Kasper lebte von 1938 bis 1946 in Wäschenbeuren, Landkreis Göppingen, wo sein Vater Volksschullehrer war, und anschließend in Wangen im Allgäu. Er machte 1952 am Gymnasium Ehingen an der Donau das Abitur. Anschließend studierte er Katholische Theologie und Philosophie an der Eberhard-Karls-Universität Tübingen, im Wilhelmsstift Tübingen und an der Ludwig-Maximilians-Universität München. 1956 schloss er sein Studium ab und wurde ein Jahr später am 6. April 1957 in Rottenburg zum Priester geweiht. Von 1957 bis 1958 absolvierte er sein Vikariat in der Gemeinde Herz Jesu in Stuttgart unter Pfarrer Ernst Hofmann. Von 1958 bis 1961 war er als Repetent am Wilhelmsstift Tübingen tätig. 1961 wurde er nach Anfertigung einer Dissertation mit dem Titel Die Lehre von der Tradition in der Römischen Schule. (Giovanni Perrone, Carlo Passaglia, Clemens Schrader) an der Universität Tübingen zum Dr. theol. promoviert; 1964 habilitierte er sich nach einer Assistentenzeit bei Hans Küng.
Im selben Jahr erhielt Kasper einen Ruf als Professor für Dogmatik an die Westfälische Wilhelms-Universität in Münster und war dort im Sommersemester 1970 Dekan der Katholisch-Theologischen Fakultät. Während seiner Münsteraner Zeit gehörte Kasper zu den Begründern des kirchenreformerisch orientierten Freckenhorster Kreises und wurde 1969 zu einem von dessen ersten Sprechern gewählt.
Zusammen mit Karl Lehmann, Joseph Ratzinger, Karl Rahner und anderen plädierte er im Februar 1970 mit dem Memorandum zur Zölibatsdiskussion für eine eindringliche Überprüfung und differenziertere Betrachtung des Zölibatsgesetzes der lateinischen Kirche.
Ab 1970 lehrte Kasper Dogmatik an der Universität Tübingen und war 1979/80 an dem kirchlichen Streit um Hans Küngs Lehrerlaubnis beteiligt, wobei er sich am Ende für dessen Ausschluss aus der Fakultät aussprach. 1983 war er Gastprofessor an der Catholic University of America (CUA) in Washington, D.C. Er war Spezialsekretär der außerordentlichen Bischofssynode 1985, außerdem Mitglied der Kommission Glaube und Kirchenverfassung des ÖRK und der Internationalen Theologenkommission in Rom. In den Jahren 1993 bis 2001 gab er die dritte Auflage des Lexikons für Theologie und Kirche heraus.
Zu den Schülern Kaspers zählen u. a. die Theologen Hans Kessler, Arno Schilson, Peter Walter,  Eberhard Schockenhoff, Thomas Pröpper, Leonhard Hell und George Augustin.

Bischofswappen Walter Kaspers

Kardinalswappen (2001)

Am 4. April 1989 wurde Kasper als Nachfolger von Bischof Georg Moser zum Bischof der Diözese Rottenburg-Stuttgart gewählt, am 17. April durch Papst Johannes Paul II. ernannt und am 17. Juni 1989 in Rottenburg zum Bischof geweiht. Die Bischofsweihe spendete ihm der Erzbischof von Freiburg im Breisgau, Oskar Saier. Mitkonsekratoren waren der Mainzer Bischof Karl Lehmann und Franz Josef Kuhnle, Weihbischof in Rottenburg-Stuttgart. Sein Wahlspruch lautet Veritatem in caritate („Wahrheit in Nächstenliebe“). Bischof Kasper war Vorsitzender der Kommission Weltkirche und Stellvertretender Vorsitzender der Glaubenskommission der Deutschen Bischofskonferenz.
Am 16. März 1999 ernannte Papst Johannes Paul II. Bischof Kasper zum Sekretär des Päpstlichen Rates zur Förderung der Einheit der Christen. Kasper trat daher mit Wirkung vom 31. Mai 1999 als Bischof von Rottenburg-Stuttgart zurück. Mit der Aufnahme der Tätigkeit im Dienst des Heiligen Stuhls erhielt er die vatikanische Staatsbürgerschaft, die funktionsbezogen und in der Regel auf die Dauer der Funktion im Vatikan beschränkt ist. Da sie grundsätzlich kumulierbar ist, wird sie zusätzlich zu einer bereits vorhandenen erworben.
Am 21. Februar 2001 wurde Kasper von Johannes Paul II. als Kardinaldiakon mit der Titeldiakonie Ognissanti in Via Appia Nuova in das Kardinalskollegium aufgenommen. Im gleichen Jahr, am 3. März, ernannte Johannes Paul II. ihn zum Präsidenten des für die Ökumene-Fragen und für die religiösen Beziehungen zum Judentum zuständigen Päpstlichen Rates zur Förderung der Einheit der Christen. Am 21. April 2005 wurde er von Papst Benedikt XVI. in seinem Amt bestätigt und am 21. Februar 2011 unter Beibehaltung seiner pro hac vice zur Titelkirche erklärten Titeldiakonie in den Rang eines Kardinalspriester erhoben. Kardinal Kasper war bis zur Vollendung seines 80. Lebensjahres Mitglied der Glaubenskongregation, der Kongregation für die orientalischen Kirchen, der Apostolischen Signatur, des Päpstlichen Rates für die Gesetzestexte und des Päpstlichen Rates für die Kultur.
2005 wurde zu Ehren von Walter Kardinal Kasper das Kardinal-Walter-Kasper-Institut an der Vinzenz-Pallotti-Universität Vallendar gegründet, das sich besonders der Forschung zur Ökumene und Einheit der Kirchen widmet.
Am 1. Juli 2010 nahm Papst Benedikt XVI. sein aus Altersgründen vorgebrachtes Rücktrittsgesuch vom Amt des Präsidenten des Päpstlichen Rates zur Förderung der Einheit der Christen – nach zweimaliger Ablehnung 2008 und 2009 – an und ernannte den Basler Bischof Kurt Koch zu seinem Nachfolger.
Kasper nahm als Kardinal an dem Konklave teil, das am 19. April 2005 Joseph Ratzinger zum Papst wählte. Da er erst nach dem Beginn der Sedisvakanz am 28. Februar 2013 das 80. Lebensjahr vollendete, konnte er noch am Konklave zur Wahl des Nachfolgers Franziskus teilnehmen.
An Palmsonntag 2017 feierte Walter Kasper in der römischen Kirche Santa Maria dell’Anima sein diamantenes (60-jähriges) Priesterjubiläum.
Bei seinem ersten Angelus-Gebet meinte der neue Papst Franziskus, Kasper sei ein großartiger Theologe, sein Buch zur Barmherzigkeit habe ihm in diesen Tagen sehr gut getan. In seinem ersten Kardinalskonsistorium am 21. Februar 2014 erklärte Franziskus, er habe in der Arbeit Kardinal Kaspers tiefe Theologie und unbeschwertes Denken gefunden. Dies bedeutete es, „Theologie auf den Knien zu machen“.
Kasper gehörte zu den Kritikern des Synodalen Wegs der Katholischen Kirche in Deutschland. Insbesondere kritisierte er die Haltung der deutschen katholischen Kirche zum Zölibat und zur Priesterweihe für Frauen als nicht katholisch.
Stand 2023 lebt Kardinal Kasper weiterhin in Rom.

## Ehrungen

### Ehrendoktorwürden
- 1990: Katholische Universität von Amerika, Washington, D.C.
- 1991: St. Mary’s Seminary and University, Baltimore
- 2000: Universität Straßburg
- 2001: Sacred Heart University, Fairfield
- 2002: St. John’s University, Jamaica (New York City)
- 2002: Universität Sofia, Bulgarien
- 2002: University of Notre Dame du Lac, South Bend
- 2003: Katholische Universität Löwen
- 2003: Universität Laval, Québec
- 2003: Philosophisch-Theologische Hochschule Vallendar
- 2003: Center for Theological and Spiritual Development at the College of Saint Elizabeth (CSE), Morristown
- 2004: Päpstliche Universität Comillas, Madrid
- 2004: Seattle University
- 2004: Babeș-Bolyai-Universität Cluj, Rumänien
- 2005: Fordham University, New York
- 2006: University of Durham, Vereinigtes Königreich
- 2006: Duquesne University, Pittsburgh
- 2007: Universität Opole, Polen
- 2007: Universität Uppsala, Schweden
- 2007: Albert-Ludwigs-Universität Freiburg
- 2007: Nationale Universität Kiew-Mohyla Akademie, Ukraine
- 2011: Saint Joseph’s University, Philadelphia
- 2011: Katholische Universität Portugal, Lissabon
- 2012: Katholische Universität Korea
- 2015: Università Vita-Salute San Raffaele, Mailand
- 2017: Université Catholique du Congo, Kinshasa
- 2020: Päpstliche Akademie Alfonsiana, Rom

### Honorarprofessuren
- 2001: Eberhard Karls Universität Tübingen

### Mitgliedschaften

#### Römische Kurie
Der Kardinal ist Mitglied folgender Einheiten der Römischen Kurie:
- Kongregation für die Glaubenslehre (seit 2001)[23]
- Kongregation für die orientalischen Kirchen (seit 2001)[23]
- Oberster Gerichtshof der Apostolischen Signatur (seit 2002)[24]
- Päpstlicher Rat für die Gesetzestexte (seit 2004)[25]
- Päpstlicher Rat für den Interreligiösen Dialog (seit 2007)[26]
- Päpstlicher Rat für die Kultur (seit 2001)[27]

#### Akademisches
- 1985: Heidelberger Akademie der Wissenschaften
- 1991: Europäische Akademie der Wissenschaften und Künste
- 1995: Akademische Verbindung Alania zu Stuttgart im Cartellverband der katholischen deutschen Studentenverbindungen (CV)
- 2007: Katholische Akademische Verbindung Capitolina zu Rom im CV

### Ehrenbürgerschaften
- 2003: Wangen im Allgäu
- 2008: Rottenburg am Neckar

### Auszeichnungen
- 1976: Martinus-Medaille der Diözese Rottenburg
- 1987: Bundesverdienstkreuz 1. Klasse
- 1995: Großkreuz des Malteserordens
- 1998: Verdienstmedaille des Landes Baden-Württemberg
- 1999: Bonifatiusmedaille in Gold der Deutschen Bischofskonferenz
- 2001: Andreaskreuz des Ökumenischen Patriarchats
- 2002: Distinguished Service Award der Catholic Theological Union, Chicago
- 2002: Crucea Patriarchala Bukarest
- 2002: Orden „Stara Planina“ der Republik Bulgarien
- 2003: Große Staufermedaille in Gold
- 2003: Interfaith Medallion „Peace through Dialogue“
- 2003: Anerkennung der Deutschen Comenius-Gesellschaft
- 2004: Großoffizier des Sterns von Rumänien
- 2004: Großes Verdienstkreuz der Bundesrepublik Deutschland mit Stern und Schulterband
- 2005: Anti-Defamation League’s Dr. Joseph Lichten Award
- 2006: Theologischer Preis der Salzburger Hochschulwochen (für sein theologisches Gesamtwerk)
- 2006: Premio letterario Basilicata
- 2006: Bonum Commune Award, St. Augustine College of South Africa
- 2007: Sankt-Eriks-Plakette des Erzbischofs von Uppsala
- 2007: Ökumenepreis der Katholischen Akademie in Bayern
- 2007: Premio Internazionale Bonifacio VIII, Anagni, Italien
- 2008: Ehrenring der Görres-Gesellschaft (für sein ökumenisches Engagement)
- 2008: Premio Capo Circeo der Associazione Italia-Germania
- 2008: Premio Internazionale della Pace, della Cultura e della Solidarietà des Centro Studi G. Donati, Pistoia
- 2009: Protektor der Stiftung PRO ORIENTE
- 2009: Pax Christi Award Saint John’s Abbey Collegeville
- 2010: Großkreuz des Verdienstordens der Republik Zypern
- 2011: Lambeth Cross von Erzbischof von Canterbury
- 2011: Jesaiah Award des American Jewish Committee
- 2011: Cardinal Bea Award der Congregation of our Lady of Sion
- 2011: Europäischer Kultur-Kommunikationspreis 2011 der Stiftung Pro Europa
- 2012: Buchpreis „Premio Capri - S. Michele 2012“ für die italienische Ausgabe von „Katholische Kirche“ (Chiesa cattolica. Essenza-Realtà-Missione, Queriniana, Brescia 2012)
- 2012: Thomas-a-Kempis-Ehrenstele
- 2012: Huésped Distinguido, Salamanca
- 2014: Deutscher Kulturpreis der Stiftung Kulturförderung, München
- 2014: Quasten Award der Katholischen Universität von Amerika, Washington D.C.
- 2017: Steiger Award für Toleranz, Dortmund
- 2018: Civitas Dei Medal der Villanova University Pennsylvania
- 2020: Gesicht Europas für seine Verdienste um die Europäische Einigung

### Gebäude
- Pflegeheim Kardinal-Kasper-Haus, Wäschenbeuren (Lage)

## Schriften (Auswahl)
- Das Absolute in der Geschichte. Philosophie und Theologie der Geschichte in der Spätphilosophie Schellings. Matthias-Grünewald-Verlag, Mainz 1965.
- Gesetz und Evangelium. In: Sacramentum mundi. Theologisches Lexikon für die Praxis, Band 2, 369–373.
- Glaube und Geschichte. Matthias-Grünewald-Verlag, Mainz 1970.
- Einführung in den Glauben. Matthias-Grünewald-Verlag, Mainz 1972, ISBN 3-7867-0340-X.
- Jesus der Christus. Matthias-Grünewald-Verlag, Mainz 1974, ISBN 3-7867-0464-3.
- Zur Theologie der christlichen Ehe. Matthias-Grünewald-Verlag, Mainz 1977, ISBN 3-7867-0626-3.
- Der Gott Jesu Christi. Matthias-Grünewald-Verlag, Mainz 1982, ISBN 3-7867-0987-4.
- Leben aus dem Glauben. Katholischer Erwachsenenkatechismus. Band 2. Bonn 1995 (Mitarbeit).
- Theologie und Kirche. Matthias-Grünewald-Verlag, Band 1, Mainz 1987; Band 2, Mainz 1999.
- Leadership in the Church. New York 2003.
- Sakrament der Einheit. Eucharistie und Kirche. Herder, Freiburg im Breisgau/Basel/Wien 2004, ISBN 3-451-28568-1.
- Wege in die Einheit. Perspektiven für die Ökumene. Freiburg im Breisgau 2005.
- Wo das Herz des Glaubens schlägt. Die Erfahrung eines Lebens. Mit Daniel Deckers. Herder, Freiburg im Breisgau/Basel/Wien 2008, ISBN 978-3-451-29873-8.
- Katholische Kirche: Wesen – Wirklichkeit – Sendung. Herder, Freiburg im Breisgau/Basel/Wien 2011, ISBN 978-3-451-30499-6.
- Barmherzigkeit: Grundbegriff des Evangeliums – Schlüssel christlichen Lebens. Herder, Freiburg im Breisgau/Basel/Wien 2012, ISBN 978-3-451-30642-6.
- Das Evangelium von der Familie. Die Rede vor dem Konsistorium. Herder, Freiburg im Breisgau 2014.
- Die Botschaft von Amoris Laetitia. Ein freundlicher Disput. Herder, Freiburg/Basel/Wien 2018, ISBN 978-3-451-38101-0.
- (mit Wolfgang Huber) Auf welchen Wegen wollen wir gehen? Ökumene heute, hier und in Zukunft. St. Benno Verlag, Leipzig 2021, ISBN 978-3-7462-5881-2.
- Der Wahrheit auf der Spur. Mein Weg in Kirche und Theologie. Herder, 2025, ISBN 978-3-451-02503-7.

Ein Großteil des Werkes Walter Kaspers wird im Verlag Herder in der Buchreihe Gesammelte Schriften neu ediert. Bislang sind 20 Bände erschienen:
- Band 1: Die Lehre von der Tradition in der Römischen Schule. ISBN 978-3-451-30601-3.
- Band 2: Das Absolute der Geschichte. Philosophie und Theologie der Geschichte in der Spätphilosophie Schellings. ISBN 978-3-451-30602-0.
- Band 3: Jesus der Christus. ISBN 978-3-451-29155-5.
- Band 4: Der Gott Jesu Christi. ISBN 978-3-451-29803-5.
- Band 5: Das Evangelium Jesu Christi. ISBN 978-3-451-30605-1.
- Band 6: Theologie im Diskurs. ISBN 978-3-451-30606-8.
- Band 7: Evangelium und Dogma. ISBN 978-3-451-30607-5.
- Band 8: Gott. Schöpfer und Vollender. ISBN 978-3-451-30608-2.
- Band 9: Jesus Christus. Das Heil der Welt. ISBN 978-3-451-30609-9.
- Band 10: Die Liturgie der Kirche. ISBN 978-3-451-30610-5.
- Band 11: Die Kirche Jesu Christi – Ekklesiologie I. ISBN 978-3-451-29946-9.
- Band 12: Die Kirche und ihre Ämter – Ekklesiologie II. ISBN 978-3-451-32183-2.
- Band 14: Wege zur Einheit der Christen. Schriften zur Ökumene I. ISBN 978-3-451-30614-3.
- Band 15: Einheit in Jesus Christus. Schriften zur Ökumene II. ISBN 978-3-451-30615-0.
- Band 16/I: Kirche und Gesellschaft. ISBN 978-3-451-30616-7.
- Band 16/II: Kirche und Gesellschaft. ISBN 978-3-451-38616-9.
- Band 17/I: Die Wahrheit in Liebe tun. ISBN 978-3-451-30617-4.
- Band 17/II: Die Wahrheit in Liebe tun. ISBN 978-3-451-38617-6.
- Band 18/I: Das Jahr des Herrn. ISBN 978-3-451-38618-3.
- Band 18/II: Das Jahr des Herrn. ISBN 978-3-451-39118-7.
- Band 19/I: Verkündigung im Kontext. ISBN 978-3-451-39119-4.
- Band 19/II: Verkündigung im Kontext. ISBN 978-3-451-39219-1 (2021).
- Band 20: Barmherzigkeit Gottes. ISBN 978-3-451-39741-7 (2024).